# Seznam nemških alkimistov
Seznam nemških alkimistov.

## A
- Heinrich Cornelius Agrippa

## B
- Johann Joachim Becher
- Hennig Brand
- Johann Friedrich Böttger

## D
- Johann Konrad Dippel

## F
- Johann Georg Faust

## G
- Johann Rudolf Glauber

## K
- Heinrich Khunrath

## R
- Johann Richard Rham